# 17257 Страццулла
17257 Страццулла (17257 Strazzulla) — астероїд головного поясу, відкритий 26 квітня 2000 року.
Тіссеранів параметр щодо Юпітера — 3,332.